# Freilos
Ein Freilos (englisch bye) gewährt einem Sportler oder einer Sportmannschaft den Einzug in die nächste Runde, ohne das dazu eigentlich notwendige Spiel angetreten zu haben.
Freilose werden bei einem Turnier nach K.-o.-System benötigt, wenn die Zahl der Teilnehmer keine Zweierpotenz ist. Die Spieler oder die Mannschaften, die ein Freilos bekommen, kommen in die nächste Runde, ohne ein Spiel oder einen Kampf austragen zu müssen. Meist wird das Freilos wirklich ausgelost, also zufällig bestimmt, manchmal aber auch nach Stärke der Teilnehmer zugeteilt.
Es gibt zwei verschiedene Möglichkeiten, Freilose zu benutzen. Man kann in jeder Runde, in der es eine ungerade Zahl von Teilnehmern gibt, ein Freilos vergeben, so dass es in jeder Runde maximal ein Freilos geben kann. Im Extremfall führt das dazu, dass eine Mannschaft oder ein Teilnehmer noch im Halbfinale ein Freilos bekommt, wenn nur noch drei Teilnehmer im Turnier sind.
Üblich ist aber eine andere Vorgehensweise: In der ersten Runde werden so viele Freilose vergeben, dass die Zahl der Teilnehmer in der zweiten Runde eine Zweierpotenz ist. Das garantiert, dass der spätere Turnierverlauf nicht durch weitere Freilose verzerrt werden muss. Bei 26 Teilnehmern würden also 6 Freilose vergeben, damit in der zweiten Runde 16 Teilnehmer übrigbleiben (10 Sieger aus der ersten Runde der 26 Teilnehmer/10 Begegnungen und die 6 Freilose). Im Extremfall, wenn die Zahl der Teilnehmer eine Zweierpotenz um eins übersteigt, führt das dazu, dass alle Mannschaften außer zweien in der ersten Runde ein Freilos bekommen. Das trat häufiger im Fußball-Europapokal der 1970er Jahre auf, so etwa beim Europapokal der Pokalsieger 1977/78, als es 33 Teilnehmer gab. In diesen Fällen, wo der Großteil der Mannschaften oder Teilnehmer in der ersten Runde nicht antreten müssen, spricht man normalerweise nicht von Freilosen, sondern betrachtet die Spiele der ersten Runde als gesonderte Vor- oder Qualifikationsrunde und bezeichnet erst die nächste Runde als erste Runde.
Bei Schach-Turnieren, die nach dem Schweizer System ausgetragen werden, wird ein Freilos nötig, wenn die Teilnehmerzahl ungerade ist. Das Freilos wird dann einem der Spieler mit der niedrigsten Punktzahl zugelost. Der Spieler bleibt in der betreffenden Runde spielfrei und erhält einen Punkt – als hätte er die Partie gewonnen. Kein Spieler darf mehr als ein Freilos im Turnier erhalten.
Im Davis Cup, einem Nationenwettbewerb der Herren im Tennis, erhält der Zweitplatzierte im Folgejahr ein Freilos in der 1. Runde des Turniers.